# 1896 dans le catholicisme
Chronologie du catholicisme
- 1892
- 1893
- 1894
- 1895
- 1896
- 1897
- 1898
- 1899
- 1900

Cet article présente les faits marquants de l'année 1896 dans le catholicisme.

## Évènements
- 22 juin : Création de 4 cardinaux par Léon XIII
- 13 septembre : Par la bulle Apostolicae curae, le pape Léon XIII affirme la nullité des ordinations anglicanes.
- 30 novembre : Création de 2 cardinaux par Léon XIII

## Naissances
- 6 janvier : José Reyes Vega, prêtre et militaire mexicain († 19 avril 1929)
- 22 janvier : Norman Gilroy, cardinal australien, archevêque de Sydney († 21 octobre 1977)
- 2 février : François Cléret de Langavant, prélat français, évêque de Saint-Denis de La Réunion († 16 septembre 1991)
- 16 février : Eugénie Blanchard, religieuse franciscaine et supercentenaire française († 4 novembre 2010)
- 20 février : Henri de Lubac, cardinal et théologien français († 4 septembre 1991)
- 1er mars : Lucien-Sidroine Lebrun, prélat français, évêque d'Autun († 5 mai 1985)
- 27 mars : Bienheureux Sauveur Mollar Ventura, frère franciscain et martyr espagnol († 27 octobre 1936)
- 23 mars : Henri Galdin dit Frère Benoît, moine franciscain français, personnalité de Lyon († 14 décembre 1968)
- 9 mai : Jacob Muyser, prêtre et missionnaire néerlandais en Égypte († 16 avril 1956)
- 16 mai : Marcel-Marie Dubois, prélat français, archevêque de Besançon († 12 juillet 1967)
- 10 juin : Bienheureux Bolesław Strzelecki, prêtre, résistant au nazisme et martyr polonais († 2 mai 1941)
- 13 juin : Bienheureux Timoteo Giaccardo, prêtre italien († 24 janvier 1948)
- 15 juin : Marcel Forestier, prêtre dominicain français, pionnier du scoutisme († 5 juillet 1976)
- 14 juillet : Ferdinando Giuseppe Antonelli, cardinal italien de la Curie, précédemment archevêque titulaire d'Idicra (de) († 12 juillet 1993)
- 18 juillet : Patrick O'Boyle, cardinal américain, archevêque de Washington († 10 août 1987)
- 20 août : Fernand Maillet, prêtre français, dirigeant des Petits Chanteurs à la croix de bois († 20 février 1963)
- 23 août : Georges Béjot, prélat français, évêque auxiliaire de Reims et évêque titulaire de Cassandria (de) († 25 juin 1987)
- 29 août : Paul Chevalier, prélat français, évêque du Mans († 4 mars 1976)
- 31 août : Félix-Antoine Savard, prêtre et écrivain canadien († 24 août 1982)
- 5 septembre : Paul Bouque, prélat et missionnaire français au Cameroun († 15 août 1979)
- 7 septembre : Albert-Marie Guiot, prélat français, évêque de Port-de-Paix († 5 octobre 1975)
- 12 octobre : 
  - Joseph Coppens, prêtre, théologien et écrivain belge († 23 mai 1981)
  - André Sevin, prêtre et auteur français († 21 octobre 1967)
- 14 septembre : Henri Dupont, prélat français, évêque auxiliaire de Lille et évêque titulaire de Dorylée (de) († 6 décembre 1972)
- 2 décembre : Bienheureux Alfons Tracki, prêtre albanais, martyr du communisme († 18 juillet 1946)
- 16 décembre : Bienheureux Ivan Merz, intellectuel et militant laïc de l'Action catholique croate († 10 mai 1928)
- Date précise inconnue : Albert Frank-Duquesne, écrivain et théologien belge converti du judaïsme († 17 juin 1955)

## Décès
- 6 janvier : Jean-Louis Antoine Alfred Gilly, prélat français, évêque de Nîmes (° 23 mai 1833)
- 8 janvier : Giuseppe Maria Graniello, cardinal italien de la Curie, précédemment archevêque titulaire de Césarée-en-Cappadoce (de) (° 8 février 1834)
- 19 janvier : Guillaume Meignan, cardinal français, archevêque de Tours (° 12 avril 1817)
- 27 janvier : Saint Henri de Osso y Cervello, prêtre, journaliste et écrivain espagnol, fondateur de la Compagnie de Sainte Thérèse (° 16 octobre 1840)
- 3 mars : Constant de Deken, prêtre belge, missionnaire en Chine puis au Congo (° 7 mars 1852)
- 4 mars : Peter Richard Kenrick, prélat américain d'origine irlandaise, premier archevêque de Saint-Louis (° 17 août 1806)
- 7 mars : 
  - Giovanni Berengo, prélat italien, archevêque d'Udine (° 6 juillet 1820)
  - Henri Vasselon, prélat et missionnaire français, évêque d'Osaka (° 1er avril 1854)
- 13 mars : Egidio Mauri, cardinal italien, archevêque de Ferrare (° 9 décembre 1828)
- 5 avril : Bienheureuse Catherine de Marie Rodríguez, religieuse argentine, fondatrice des Servantes du Cœur de Jésus de Córdoba (° 27 novembre 1823)
- 6 avril : Bienheureux Zéphyrin Agostini, prêtre italien, fondateur des Ursulines filles de Marie Immaculée (° 24 septembre 1813)
- 10 avril : Stephen V. Ryan, prélat américain, évêque de Buffalo (° 1er janvier 1825)
- 11 avril : Jean Jaffré, prêtre et homme politique français (° 29 novembre 1819)
- 12 avril : Ludovic Julien-Laferrière, prélat français, évêque de Constantine (° 7 septembre 1838)
- 7 mai : Luigi Galimberti, cardinal italien de la Curie, précédemment diplomate du Saint-Siège et archevêque titulaire de Nicée (° 26 avril 1836)
- 15 mai : Henri Chaumont, prêtre français, fondateur des Salésiennes missionnaires de Marie Immaculée (° 11 décembre 1838)
- 27 mai : Pierre-Alfred Grimardias, prélat français, évêque de Cahors (° 13 septembre 1813)
- 10 juillet : Ernest Bourret, cardinal français, évêque de Rodez (° 11 décembre 1827)
- 14 juillet : 
  - Antonin Guillermain, prélat et missionnaire français, vicaire apostolique du Victoria Nyanza septentrional et évêque titulaire de Thabraca (de) (° 1er janvier 1861)
  - Raffaele Monaco La Valletta, cardinal italien de la Curie et archevêque titulaire d'Héraclée-en-Europe (de) (° 23 février 1827)
- 19 septembre : Martin Marty, prélat et missionnaire suisse aux États-Unis, évêque de Saint Cloud (en), précédemment évêque de Sioux Falls et évêque titulaire de Tibériade (° 12 janvier 1834)
- 30 septembre : Alfred Pampalon, prêtre rédemptoriste et vénérable canadien (° 24 novembre 1867)
- 9 octobre : Gaetano de Ruggiero, cardinal italien de la Curie (° 12 janvier 1816)
- 30 octobre : Gustave-Adolphe de Hohenlohe-Schillingsfürst, cardinal allemand de la Curie, précédemment archevêque titulaire d'Édesse-en-Osroène (° 26 février 1823)
- 6 novembre : Maurice d'Hulst, prêtre, auteur, prédicateur et homme politique français (° 10 octobre 1841)
- 16 décembre : Jean-Pierre Boyer, cardinal français, archevêque de Bourges, précédemment évêque titulaire d'Euroea-en-Phénicie (de) (° 27 juillet 1829)
- 30 décembre : Édouard-Charles Fabre, prélat canadien, premier archevêque de Montréal (° 28 février 1827)